# Ruhashya
Ruhashya, è un settore (imirenge) del Ruanda, parte della Provincia Meridionale e del distretto di Huye.